# Fântâna Miorița

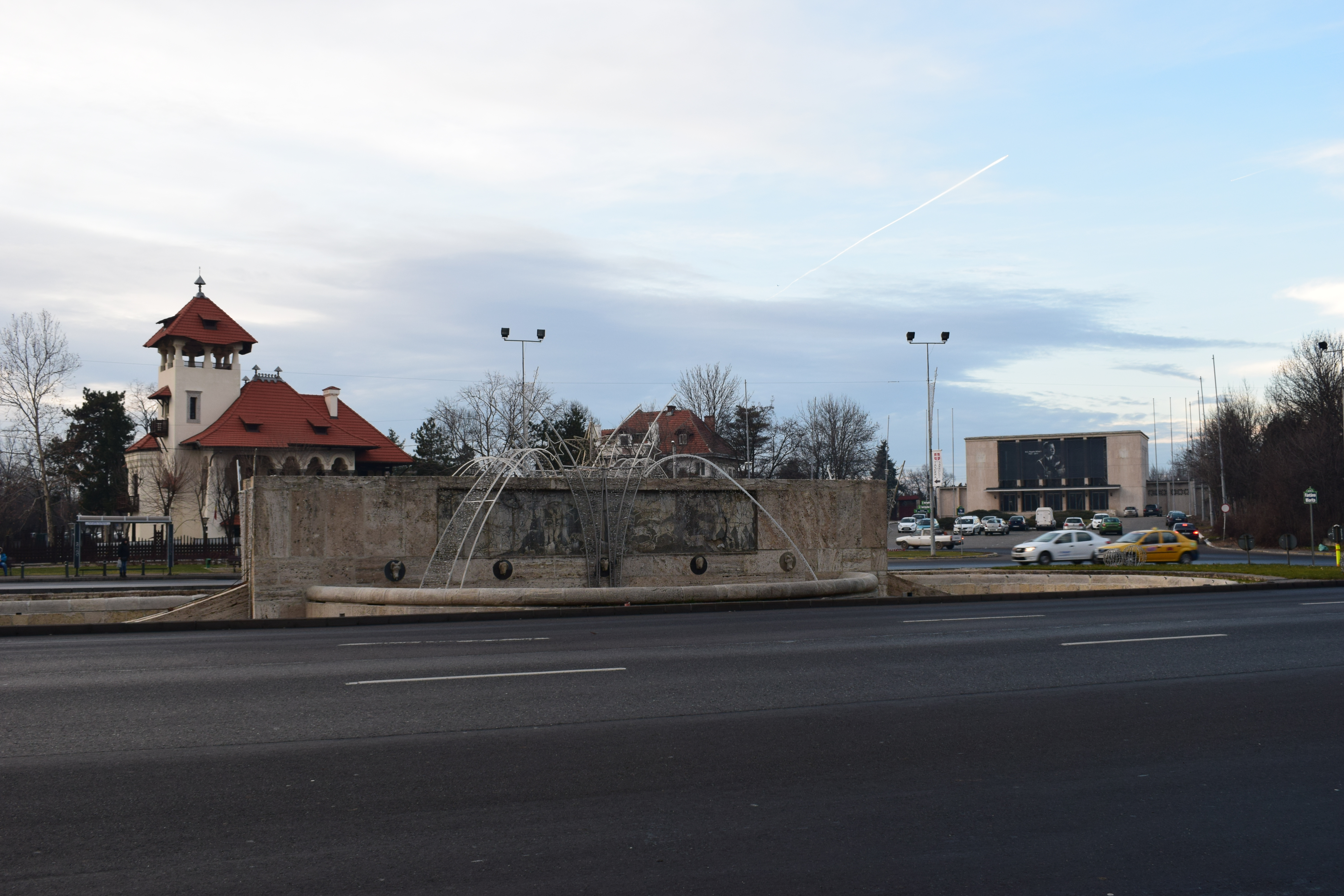
O vedere generală a Vilei Minovici (stânga), a Fântânii Miorița (la centru - împodobită cu decorațiuni de Crăciun) și a Gării Regale Băneasa, acoperită cu o fotografie funerară a M.S. Regelui Mihai I al României

Fântâna Miorița este un monument istoric din București situat pe Șoseaua București-Ploiești, la intrarea în cartierul Băneasa, în fața Muzeului de Artă Populară Prof. Dr. Nicolae Minovici. Construcția a fost executată după planurile arhitectului Octav Doicescu, mozaicurile cu care este decorat monumentul sunt realizate de Milița Petrașcu. Aceste mozaicuri sunt o ilustrație a baladei Miorița, numele baladei fiind împrumutat și pentru numele monumentului.
Fântâna Miorița a fost inaugurată cu prilejul expoziției Luna Bucureștilor 1936, care în acel an s-a desfășurat între Arcul de Triumf și pasajul de cale ferată de lângă Vila Mina Minovici.
Fântâna ese înscrisă în Lista monumentelor istorice 2010 - Municipiul București - la nr. crt. 2281, cod LMI B-III-m-A-19966.

## Descriere

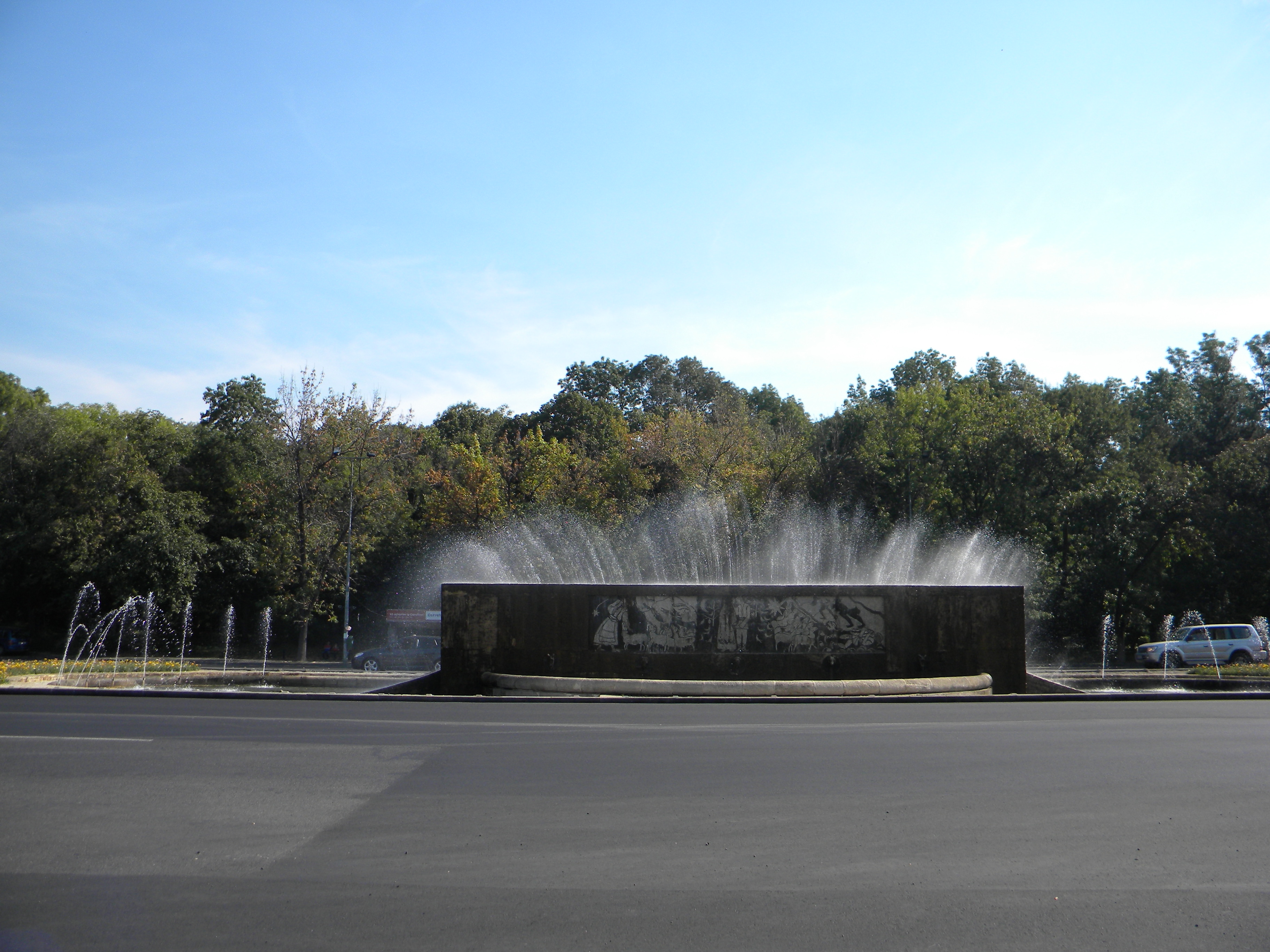
Fântâna Mioriţa

Monumentul este executat din granit de Dobrogea și este format dintr-un bazin de mari proporții în formă de elipsă, diametrul mare fiind de 50 m, iar cel mic de 20 m. Fântâna, amplasată în mijlocul bazinului, este formată din două ziduri voluminoase și paralele, având o lungime de 16 m, o înălțime de 3,20 m și o lățime de 0,6 m. Între cele două ziduri este construită o pantă din piatră, cu o lățime de un metru, capetele acesteia ieșind în afara celor două ziduri cu cinci metri. 
Fațadele monumentului prezintă frize de mozaic alb și negru, fixate în piatră, ilustrând scene din balada Miorița. Pe una din părți sunt reprezentați cei trei ciobani și cele trei turme de oi, iar pe cealaltă parte este reprezentată nunta stâpânului Mioriței și moartea acestuia. 
Alături de Milița Petrașcu, la mozaicul fântânii a lucrat și artistul plastic Niculescu Mogoș Gheorghe.

## Vedeți și
- Cartierul Băneasa